# 直截腹蛛
直截腹蛛（学名：Pistius truncatus）为蟹蛛科截腹蛛属的动物。分布于古北区以及中国大陆的吉林、辽宁、黑龙江、山东、陕西、河南、浙江、安徽等地。